# Louis Monjaret de Kerjégu
Pour les autres membres de la famille, voir Famille Monjaret de Kergégu.
Louis Monjaret de Kerjégu, né le 25 juin 1812 à Moncontour (Côtes-du-Nord) et mort le 14 avril 1880 à Brest (Finistère), est un homme politique français.

## Biographie
Fils de François Félix Monjaret de Kerjégu, député de 1824 à 1830, Louis Marie Constant Monjaret de Kerjégu est le frère de François Marie Monjaret de Kerjégu, député, puis sénateur du Finistère, de l'amiral Jules de Monjaret de Kerjegu, député, puis sénateur du Finistère, et l'oncle de James Marie Antoine Monjaret de Kerjégu, député du Finistère.
Grand propriétaire et agriculteur, il est le fondateur-directeur de la ferme-école de Trévarez en 1847 et de la de la ferme-école de Kervoazec, fait construire le château de Kervoazec à Saint-Goazec, où il se livre particulièrement à l'élevage des chevaux : il est maire de Saint-Goazec et président de la Société d'agriculture de Brest depuis 1840. Il est élu député du Finistère, siégeant à droite, de 1876 à 1880, et est l'un des 158 députés qui votent l'ordre du jour de confiance demandé par le ministère de Broglie lors de la crise du 16 mai 1877. À la Chambre, il s'occupe essentiellement des questions d'enseignement et des relations entre l'État et les congrégations religieuses, qu'il défend.
Il est officier de la Légion d'honneur et chevalier de l'ordre de François-Joseph.
Marié avec Juliette Le Monnier, il est le beau-père de Victor Veillet-Dufrêche et d'Adolphe de Rouvroy de Saint-Simon, ainsi que le grand-père de François Halna du Fretay.

### Source
- « Louis Monjaret de Kerjégu », dans Adolphe Robert et Gaston Cougny, Dictionnaire des parlementaires français, Edgar Bourloton, 1889-1891 [détail de l’édition]